# Italo Masala
Italo Masala (Guamaggiore, Trexenta, 1937) és un advocat i polític sard. Llicenciat en dret, treballà com a director de l'oficina provincial del tresor de la província de Sàsser. Fou elegit diputat a les eleccions regionals de Sardenya de 1989 pel Moviment Social Italià, i fou assessor de reforma de la regió sota la presidència de Mario Floris i d'economia sota la presidència de Mauro Pili. Després s'integrà en l'Alleanza Nazionale i fou president sard del 28 d'agost de 2003 a l'11 de juny de 2004.